# Andrew E. Lange
Andrew E. Lange (23 de julho de 1957 – 22 de janeiro de 2010)  foi um astrofísico e Professor Goldberger de Física no Instituto de Tecnologia da Califórnia em Pasadena, Califórnia. Lange veio para a Caltech em 1993 e ocupou a cadeira da Divisão de Física, Matemática e Astronomia. O presidente da Caltech, Jean-Lou Chameau, chamou-o de "um grande físico e astrônomo que fez descobertas seminais na cosmologia observacional".

## Juventude
Lange nasceu em Urbana, Illinois, em 23 de julho de 1957, filho mais velho de Joan Lange, uma bibliotecária escolar, e de Alfred Lange, um arquiteto. Ele cresceu em Easton, Connecticut. Lange recebeu seu bacharelado em física pela Universidade de Princeton em 1980, e o doutorado em física pela Universidade da Califórnia, Berkeley em 1987, recebendo um cargo de professor imediatamente depois. Ele chegou à Caltech em 1993-1994 como associado visitante e foi nomeado professor titular em 1994. Ele foi nomeado professor Goldberger em 2001, e cientista pesquisador sênior no Laboratório de Propulsão a Jato da Nasa em 2006.

## Família
Em 1994, Lange casou-se não oficialmente com Frances Arnold, ganhadora do Prêmio Nobel de Química (2018), com quem teve dois filhos, William A. Lange e Joseph I. Lange; o estado da Califórnia nunca foi notificado sobre a união. Em 2016, William morreu em um acidente.

## Observações da radiação cósmica de fundo
Os interesses de pesquisa de Lange se concentraram na Radiação Cósmica de Fundo (RCF) e instrumentação para seu estudo. Acredita-se que a RCF seja a luz do Big Bang, deslocada do visível para a faixa submilimétrica pela expansão cósmica no intervalo de 13,8 bilhões de anos. Ele desenvolveu uma nova geração de receptores de rádio para este estudo e os usou em uma série de experimentos para estudar a RCF.

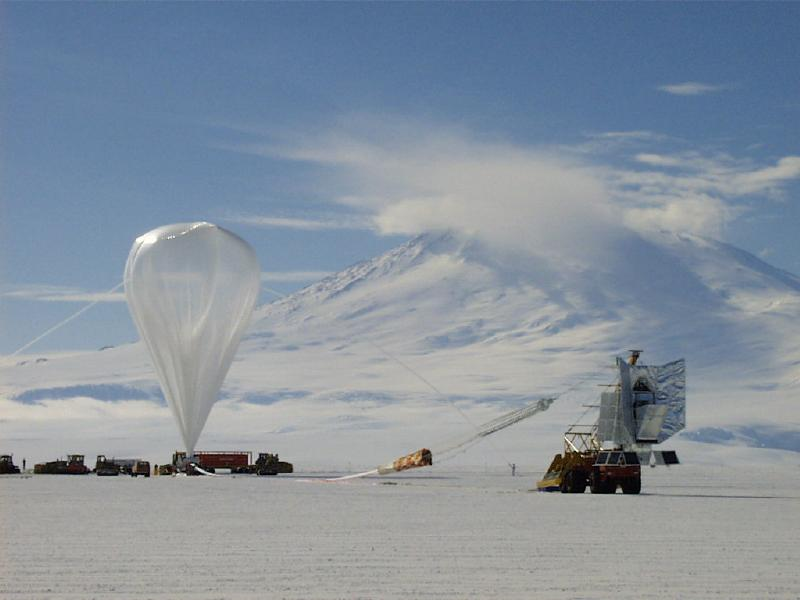
O telescópio BOOMERanG sendo preparado para o lançamento

Em 1987, uma equipe nipo-americana liderada por Lange, Paul Richards da UC Berkeley e Toshio Matsumoto da Universidade de Nagoya anunciou que o espectro RCF não era o de um verdadeiro corpo negro. Em um experimento de foguete de sondagem, eles detectaram um excesso de brilho em comprimentos de onda de 0,5 e 0,7 milímetros. Este resultado lançou dúvidas sobre a validade da teoria do Big Bang em geral e ajudou a apoiar a teoria do estado estacionário. No entanto, a apresentação pelo Dr. John Mather (em janeiro de 1990) do espectro pelo FIRAS (Far-InfraRed Absolute Spectrophotometer) no satélite COBE mostrou um ajuste perfeito da RCF e da curva teórica para um corpo negro a uma temperatura de 2,73 K, removendo a contradição aparente anterior com o modelo cosmológico padrão.
Lange foi o principal investigador do experimento do balão BOOMERanG que, em um voo de 1998, confirmou fortemente a planura geométrica do universo com alta precisão, apoiando fortemente a teoria da inflação cósmica. Ele foi um líder dos Estados Unidos em uma colaboração na espaçonave européia Planck, lançada em maio de 2009, para estudar a RCF e o efeito das ondas gravitacionais na polarização da RCF.

## Prêmios
Ele foi eleito membro da American Physical Society em 2001.
Em 2003, Lange e Saul Perlmutter do Laboratório Nacional Lawrence Berkeley em Berkeley foram nomeados "Cientistas do Ano da Califórnia" pelo California ScienCenter. Lange era membro da Academia Americana de Artes e Ciências e, em 2004, foi eleito para a Academia Nacional de Ciências dos Estados Unidos.

## Morte
Lange fez check-in em um hotel em 21 de janeiro de 2010. Na manhã seguinte, as governantas o encontraram morto, aparentemente por asfixia. O Departamento de Polícia de Pasadena determinou que sua morte foi um suicídio. Uma homenagem e obituário, escrito pelo físico teórico Marc Kamionkowski, e posteriormente publicado no Bulletin of the American Astronomical Society, afirmava que Lange havia lutado contra uma depressão severa, desconhecida por muitos de seus colegas mais próximos, durante muitos anos.